# Histereza
Histeréza je lastnost sistemov (navadno fizikalnih), da se na sile ne odzovejo takoj, temveč počasi, ali da se ne povrnejo popolnoma v svoje prvotno stanje: to je, sistemi, katerih stanja so odvisna od njihove neposredne preteklosti. Če na primer pritisnete na kos kita, bo privzel novo obliko, in ko prenehate pritiskati, se v svojo prvotno obliko ne vrne takoj in popolnoma. Izraz izvira iz starogrške besede starogrško υστέρησις: istéresis, kar pomeni pomanjkanje. Skoval ga je sir James Alfred Ewing.